# The Emperor’s New Groove (videójáték)
Az Emperor’s New Groove egy, a Disney animációs filmjével megegyező című, valamint az ahhoz kapcsolódó videójáték, amelyet 2000 decemberében adtak ki.
A játék a film cselekményét követi, ám műfajának meghatározása nehéz. Egyesek szerint leginkább platformjáték-elemeket vonultat fel, némi logikával és akcióval, ám vannak, akik teljesen másképp vélekednek róla. Az akkori filmadaptációktól eltérően hosszú a végigjátszási idő, és mind a grafika, mind a pályák, mind pedig a dialógusok remekül vannak kidolgozva. Egyetlen hátránya, hogy nem dolgoztak ki számára multiplayer-módot, ám figyelembe kell venni, hogy akkor még keveseknek volt komoly, igazi személyi számítógépük.

## Történet
A játék szinopszisa megegyezik a filmével: párszáz évvel ezelőtt, Dél-Amerikában, egy inka-féle birodalom uralkodójaként Kuczo, a fiatal, nagyszájú fiú meg akarja építtetni Kuczópiát. A hely egy üdülő lenne, csakhogy pont egy hegyi parasztember, Pacha házának helyére épülne. Kuczo azonban nem hajlandó megkegyelmezni a pásztornak. Még mielőtt bele foghatna a tervezésbe, Yzma, a gonosz, sovány boszorkány lámává változtatja egy bájital segítségével. Ezután szerencsétlenségére Kuczo pont Pachánál köt ki, és végül a parasztemberben felülkerekednek a jó érzelmek: megígéri, hogy Kuczóval tart, vissza a birodalom szívébe, a hatalmas és pompázó fővárosba, hogy megszerezzék a bájitalt, mellyel emberré transzformálhatják Kuczot...
A játék ezután veszi fel a menetét, így tulajdonképpen egy izgalmas hajszának lehetünk részesei. A filmben történő fontosabb eseményekről videókon keresztül értesülhetünk - minden egyes pálya előtt van egy ilyen.

## Játékmenet
A játékban csak Kuczo bőrébe bújhatunk, ám mivel számos átváltozás történik a történet folyamán, kipróbálhatjuk, milyen teknősnek, békának vagy nyúlnak lenni - és persze lámának is. Nyolc fejezetre osztva, összesen huszonkilenc pályán játszhatunk, melyek közül néhány kifejezetten egy küldetésre koncentrál - például van egy olyan, ahol fekete párducok elől kell menekülnünk, vagy hullámvasúton juthatunk egyre közelebb Yzmához.
A játékban kulcsfontosságú szerepet játszanak az ún. red idol-ok, amik egy piros fej formájában jelennek meg. Minden egyes pályán - kivételt képeznek a fent említettek - ezeket kell összegyűjtenünk, hogy tovább juthassunk. Általában kettő ilyen kell a továbblépéshez, de néhány pályán akár hat is.
A játékban fontosak a visszatérő elemek is. Például nincs olyan fejezet, ahol ne bukkanna fel legalább egyszer a fekete hajú, névtelen fiúcska, aki folyton versenyre hív ki minket fabiciklijével, vagy pedig a többi falusi gyermek (például Tipo), akik szerencsére segítőkészek. A dzsungeles pályákon gyakran találkozhatunk egy léggyel, amely ugyan nem segít és nem is hátráltat, de kitűnően el lehet vele beszélgetni. Természetesen mindig velünk van Pacha, s néha megjelenik Kronk is, Yzma csatlósa, akit könnyű átverni vagy legyőzni.
Kuczonak öt élete van, amelyeket zuhanáskor, valamiféle ellenség sikeres támadásakor, valamint vízhez éréskor veszíthet el. Azt, hogy jelenleg hány élettel rendelkezünk, a monitor tetejére pillantva tudhatjuk meg, ugyanis öt aranyszínű téglalap jelzi a még meglévő, és vörös téglalap jelzi a már elvesztett életek számát.

### Checkpoint-ok
Minden pályán öt-tíz aranyoszlop jelzi a checkpointokat, amikhez érve felszabadíthatjuk azokat, ezáltal ha meghalunk, nem a pálya elején kezdjük a játékot, hanem a checkpoint-tól.

### Gyűjthetű tárgyak
A játékban lehetőségünk áll különböző tárgyakat gyűjteni, úgymint arany- vagy ezüsttallérokat, és bizonyos esetekben szőlőt a köpködéshez. A legfontosabb azonban mégiscsak wampy, egy rózsaszín, maciszerű plüssállat, amely pluszéleteket ad nekünk, és amit legtöbbször rejtett területeken kaparinthatunk meg.
Ezen felül arany és vörös színű rögöket gyűjtve felszabadíthatjuk elvesztett életeinket. Számtalan helyzetben jól jönnek a sárga, lófejet formázó aranytömbök, amiket felvéve gyorsabb futást érhetünk el.

### A pályák
A következő nyolc fejezetet játszhatjuk végig (a címek mögött a bennük található pályák száma olvasható):
- A falu (4)
- A dzsungel - éjjel (3)
- A folyó (3)
- A dzsungel - nappal (3)
- A hegység (3)
- A város (3)
- A katakombák (5)
- A laboratórium (5)

A pályák végigjátszási ideje általában húsz-negyven perc, így a játékot végigvinni nagyon nehéz és hosszú folyamat.

## Hangok
Az eredeti szinkronhangok adták a filmhez is a hangjukat, azaz a következő személyek:
- Kuczo: David Spade
- Pacha: John Goodman
- Yzma: Eartha Kitt
- Kronk: Patrick Warburton

## Fogadtatás
Többeknek elnyerte a tetszését az Eszeveszett birodalom videójáték formája, és akik negatívumot fedeztek fel benne, azok azt ezzel magyarázták: néhol túlságosan nehéz. Kiemelték azonban a fantasztikus, hangulatos zenét, a játékos grafikát és a vicces poénokat, karaktereket. Azóta sok neves filmes honlap egész egyszerűen klasszikusnak nevezi, ami bármikor élvezetes játék lehet, kortól, vallástól, nemtől, érdeklődési kortól függetlenül.